# Anele
Anele is een geslacht van rechtvleugeligen uit de familie krekels (Gryllidae). De wetenschappelijke naam van dit geslacht is voor het eerst geldig gepubliceerd in 2003 door Otte, Carvalho & Shaw.

## Soorten
Het geslacht Anele  is monotypisch en omvat slechts de volgende soort:
- Anele ulia (Otte, Carvalho & Shaw, 2003)